# Ledena prevara
Ledena prevara (v izvirniku Deception Point) je roman ameriškega pisatelja Dana Browna, ki je prvič izšel leta 2001. Po zvrsti je tehnološki triler, katerega zgodba se večji del dogaja na Arktiki.
Prevod romana v slovenščino je izšel pri založbi Mladinska knjiga.

## Zgodba
Nov NASIN satelit z imenom PODS globoko v arktičnem ledu zazna nenavaden predmet. Izkaže se, da je to meteorit na katerem so fosili, ki dokazujejo življenje na drugih planetih. Informacija izredno koristi predsedniku Herneyu, ki se v bitki za predsedniško mesto bori s senatorjem Sextonom. Ta namreč razkrije kakšne gromozanske vsote denarja porabi NASA za svoje neuspešne projekte, predsednik pa jim dotoka denarja ne zapre. S tem odkritjem pa se položaj predsednika Herneya spremeni in zato pošlje na Arktiko hčer svojega političnega nasprotnika, Rachel Sexton da bi potrdila pristnost najdbe. 